# Іллінецька міська територіальна громада
Іллінецька міська територіальна громада — громада в Україні, адміністративно відноситься до Вінницького району Вінницької області. Адміністративний центр — місто Іллінці.
Площа — 415,0 км², населення — 20 976 мешканців (2025).
Утворена 31 травня 2016 року шляхом об'єднання Іллінецької міської ради та Василівської, Жаданівської, Жорницької, Красненьківської, Павлівської, Хрінівської, Якубівської сільських рад Іллінецького району.
28 серпня 2016 року пройшли перші місцеві вибори в статусі громади.
22 червня 2017 року внаслідок добровільного приєднання до громади приєдналася Тягунська сільська рада.
У березні 2018 року внаслідок добровільного приєднання до громади приєдналася Паріївська сільська рада.
У 2020 році за затвердженим перспективним планом і рішенням КМУ до громади включено Бабинську та Іллінецьку сільські ради.

## Символіка
Затверджена 15 квітня 2021р. рішенням №257 XI сесії міської ради VIII скликання. Автор - В.М.Напиткін.

### Герб
У червоному полі чорний стовп із золотими облямівками, на якому золотий трипільський орнамент. На першій частині - золотий пернач у стовп, на другій - золота козацька шабля у стовп вістрям догори. Щит облямований золотим декоративним картушем і увінчаний срібною короною.

### Прапор
Прямокутне червоне полотнище із співвідношенням сторін 2:3, у якому в прямий хрест покладені жовті пернач і шабля вістрям до древка. Зі сторони древкової частини йде вертикальна жовта смуга із чорним трипільськім орнаментом. Ширина хреста - 2/3, смуги - 1/6 від довжини прапора.

## Населені пункти
До складу громади входять 30 населених пункти — 1 місто, 2 селища і 27 сіл:
| Населений пункт | Населення (2018) |
| --------------- | ---------------- |
| Іллінці         | ▼ 11335          |
| Бабин           | ▲ 1269           |
| Жорнище         | ▼ 836            |
| Іллінецьке      | ▼ 568            |
| Сорока          | ▼ 629            |
| Жадани          | ▼ 655            |
| Даньківка       | ▼ 598            |
| Павлівка        | ▼ 494            |
| Тягун           | ▼ 444            |
| Борисівка       | ▼479             |
| Паріївка        | ▼489             |
| Красненьке      | ▲555             |
| Хрінівка        | ▼489             |
| Якубівка        | ▼344             |
| Романове-Хутір  | ▼302             |
| Володимирівка   | ▼ 344            |
| Неменка         | ▼357             |
| Пархомівка      | ▲ 385            |
| Лиса Гора       | ▲374             |
| Райки           | ▼262             |
| Василівка       | ▼261             |
| Слобідка        | ▼213             |
| Уланівка        | ▼191             |
| Кабатня         | ▼ 142            |
| Шевченкове      | ▼107             |
| Лугова          | ▼ 99             |
| Червоне         | ▼ 33             |
| Хмельове        | ▼23              |
| Дашів           | ▼11              |
| В'язовиця       | ▬ 6              |

## Галерея

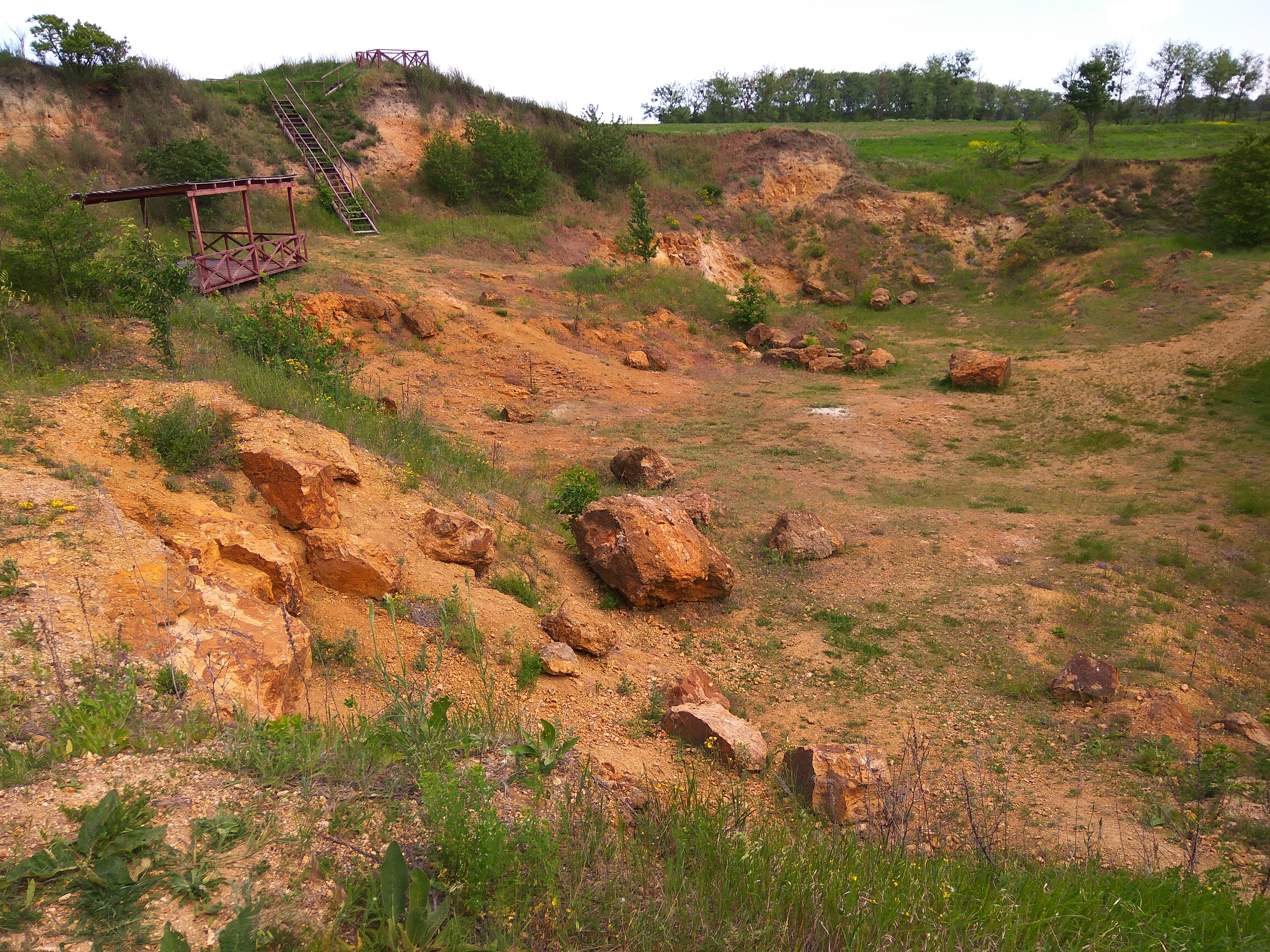
Геологічна пам'ятка природи «Іллінецький кратер»
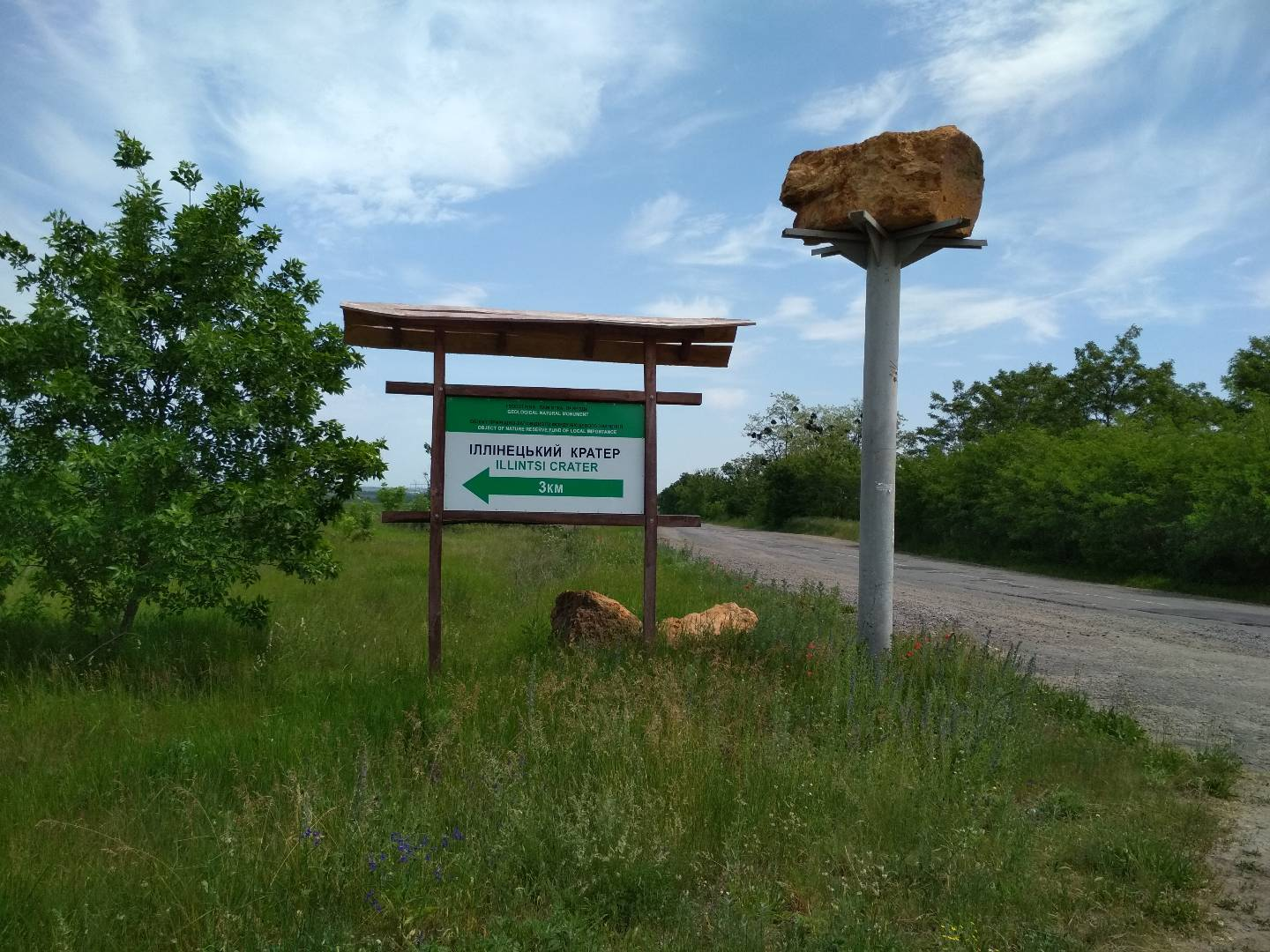
Геологічна пам'ятка природи «Іллінецький кратер»